# シラムレン川
シラムレン川（モンゴル語：ᠰᠢᠷ᠎ᠠ
ᠮᠦᠷᠡᠨ　転写：sir-a mören、中国語：西拉木倫河、Xilamulun）は、内モンゴル自治区東部を流れる河川。遼河水系に属し、老哈河（ラオハ川、ラオハムレン）と合流した後に西遼河となる。
シラ・ムレンとはモンゴル語で「黄色い川」を意味する。黄河と区別するため、かつては潢水とも書かれた。他にも饒楽水、吐護真水などの別称もある。
シラムレン川は内モンゴルの赤峰市北部、ヘシグテン旗（克什克騰旗）に発する。源流付近は大興安嶺山脈の南端・白岔山にあたり、白槽溝河の名で呼ばれる。ヘグシテン旗、オンニュド旗、林西県、バイリン右旗、アルホルチン旗と草原地帯を東へ向けて流れ、オンニュド旗とナイマン旗の境で遼河の源流である老哈河と合流し、西遼河になる。全長は380km、流域面積は3万平方km余り。川沿いは農業や牧畜が盛ん。
この流域では新石器時代に紅山文化が栄えた。契丹は4世紀ごろからこの川の上流付近で活動し、唐が崩壊した10世紀初頭に遼を建ててモンゴル高原から中国北部を支配した。また奚も4世紀以来、老哈河からシラムレン河流域で活動し、契丹に服属した。胡琴を経て二胡などへと発展した弦楽器・奚琴は、奚の人々によりシラムレン川流域で発祥したと考えられている。